# Hrvatin Gabrijel Jurišić
Hrvatin Gabrijel Jurišić (Baška Voda, 13. prosinca 1934.), hrvatski je franjevac, teolog, prevoditelj i pisac.

## Životopis
Sin je kipara Ivana Jurišića. U Franjevački red stupio je 1951. godine. Maturirao je na Franjevačkoj klasičnoj gimnaziji u Zagrebu 1954. godine. Studirao je filozofiju i teologiju na Franjevačkoj visokoj bogosloviji u Zagrebu i Makarskoj (1955. – 1960.), a diplomirao je na Katoličkom bogoslovnom fakultetu u Zagrebu 1967. godine. Na Filozofskom fakultetu u Zagrebu diplomirao je klasičnu filologiju 1966. godine.
Za svećenika je zaređen 1959. godine. Bio je profesor grčkoga i latinskog jezika i ravnatelj Franjevačke klasične gimnazije u Sinju. Obnašao je različite dužnosti definitora i vikara Provincije Presvetoga Otkupitelja, ravnatelja Franjevačkog sjemeništa, upravitelja gimnazijske arheološke zbirke te generalni vizitator Provincije sv. Ćirila i Metoda, Provincije Sv. Križa i Bosne Srebrene.
Autor je više od 700 popularnih, stručnih i znanstvenih članaka u hrvatskim katoličkim i znanstvenim tiskovinama (časopisima i zbornicima): Glasu Koncila, Mariji, Kačiću, Službi Božjoj, Bogoslovskoj smotri, Vjesniku bl. Nikole Tavelića, Kani, Gospi Sinjskoj, Vjesniku Hrvatske katoličke misije u Njemačkoj, Bratu Franji, Živoj zajednici, Vjesniku Franjevačke provincije Presvetog Otkupitelja, Veritasu, Slobodnoj Dalmaciji, Živom vrelu, Našim ognjištima, Hrvatskom slovu, Glasniku Srca Isusova i Marijina, Glasniku sv. Josipa, Kršnom zavičaju, Hrvatskim obzorjima i inima.
Prevodio je djela hrvatskih latinista Marka Marulića, J. Bunića i Pavla Rittera Vitezovića za zbornik Hrvatski latinisti u okviru Pet stoljeća hrvatske književnosti (Zagreb, 1969.–1970.).

## Djela
- Tavelićeva prisutnost. Zagreb. 1972.
- Botterijevi vitraji u Imotskom. Imotski. 1996.

Urednik zbornika:
- Nikola Tavelić, prvi hrvatski svetac. Zagreb. 1971.
- Franjo među Hrvatima. Zagreb. 1976.
- Hrvatska katolička misija Offenbach. Desetljeće života i rada. Split—Offenbach. 1982.
- Franjini dani. Split. 1988.
- Franjevačka visoka bogoslovija u Makarskoj. Makarska. 1989.
- Azra Kristina Ljumanović (1958.–1998.). Život i djelo. Zagreb. 1999.

## Nagrade i spomen
Dobitnik je Nagrade Splitsko-dalmatinske županije (2000.) i Nagrade grada Sinja za životno djelo (2003.).
U klaustru samostana Gospe Sinjske 2. travnja 2025. predstavljen je zbornik u njegovu čast Aris et Focis – Vjeri i domu.